# Estació de Riba-roja d'Ebre
Riba-roja d'Ebre és una estació de ferrocarril propietat d'adif situada al sud-oest de la població de Riba-roja d'Ebre a la comarca catalana de la Ribera d'Ebre. L'estació es troba a la línia Reus-Casp i hi tenen parada trens regionals de la línia R15 de Rodalies de Catalunya i de mitjana distància, ambdues operades per Renfe Operadora. L'edifici forma part de l'Inventari del Patrimoni Arquitectònic de Catalunya.
L'any 2016 va registrar l'entrada de 24.000 passatgers.

## Història
Aquesta estació, projectada inicialment per la Companyia dels Ferrocarrils Directes, va entrar en servei l'any 1892 quan va entrar en servei el tram construït per la Companyia dels Ferrocarrils de Tarragona a Barcelona i França (TBF) entre Móra la Nova (1891) i Faió - la Pobla de Massaluca. L'any 2011 hi havia uns 8 trens que feien parada a l'estació.
El 2008 Adif va implantar canvis a l'estació, traduint-se amb la reducció de personal i atenció a l'estació, tot i ser una instal·lació afectada pel Pla d'emergència nuclear de Tarragona (PENTA) i pel Pla d'emergència del sector químic de Tarragona (PLASEQ-TA), tal com l'AMAC (Associació de Municipis en Àrees de Centrals Nuclears) va denunciar pel fet de deixar sense vigilància una estació per on passen mercaderies perilloses. El municipi va reclamar la restitució del personal i la CGT va organitzar protestes a Barcelona, Madrid, Tarragona i Valls.

## Serveis ferroviaris
| Serveis regionals de Rodalies de Catalunya |                            |       |      |                                          |
| Procedència/Destinació                     | <                          | Línia | >    | Procedència/Destinació                   |
| terminal                                   | terminal                   |       | Flix | Barcelona-Estació de França              |
| Casp Saragossa-Delicias Madrid-Chamartín   | Faió-La Pobla de Massaluca |       | Flix | Móra la Nova Barcelona-Estació de França |

## Edifici
Situat a l'oest del nucli urbà, al costat del riu Ebre. L'edifici aïllat, d'estil eclecticista i construït el 1981, és de planta rectangular que consta de planta baixa i pis i coberta a quatre vessants. Totes les façanes es componen segons una marcada simetria, a través d'obertures d'arc pla emmarcades amb diferent tonalitat, com les cantonades i les cornises a nivell de forjat i al coronament. Sota la cornisa hi ha petites obertures rectangulars que serveixen de ventilació sota coberta. L'acabat exterior és arrebossat i pintat.